# Myrmelachista hoffmanni
Myrmelachista hoffmanni är en myrart som beskrevs av Auguste-Henri Forel 1903. Myrmelachista hoffmanni ingår i släktet Myrmelachista och familjen myror. Inga underarter finns listade i Catalogue of Life.